# كرايغ كونروي
كرايغ كونروي (بالإنجليزية: Craig Conroy)‏ هو لاعب هوكي الجليد أمريكي، ولد في 4 سبتمبر 1971 في Potsdam, New York ‏ في الولايات المتحدة.

## وصلات خارجية
- كرايغ كونروي على موقع دوري الهوكي الوطني (الإنجليزية)
- كرايغ كونروي على موقع EliteProspects.com (الإنجليزية)
- كرايغ كونروي على موقع HockeyDB.com (الإنجليزية)
- كرايغ كونروي على موقع Hockey-Reference.com (الإنجليزية)
- كرايغ كونروي على موقع أوليمبيديا (الإنجليزية)